# Andrew Keller
Andrew Keller, britanski fizik, * 22. avgust 1925, † 7. februar 1999.
Med letoma 1969 in 1991 je deloval kot raziskovalni profesor polimerov na Univerzi v Bristolu.

## Nagrade
- Rumfordova medalja (1994)